# Gerhard Puttfarcken
Gerhard Puttfarcken (* November 1946) ist ein ehemaliger deutscher Airbus-Manager.
Puttfarcken wuchs in Celle auf und verbrachte seine Schulzeit in Wuppertal. 1966 legte er sein Abitur am Carl-Duisberg-Gymnasium ab und studierte anschließend bis 1972 an der Universität Köln mit Abschluss Diplom-Kaufmann. Er arbeitete zunächst bei Krupp Systems als Systemanalytiker in der EDV, wechselte dann 1976 in die Datenverarbeitung von Messerschmitt-Bölkow-Blohm in Hamburg, wo er 1979 die Leitung der Hauptabteilung Systementwicklung übernahm. Es schloss sich eine Zeit in der Materialwirtschaft an, 1982 Leitung der Hauptabteilung Materialplanung und schließlich 1985 die Gesamtverantwortung für die Materialwirtschaft.
Von 1987 bis 1993 übernahm Puttfarcken dann die Gesamtverantwortung für die Datenverarbeitung der Deutschen Airbus.
Von 1994 bis 1999 wurde ihm die Leitung des größten deutschen Luftfahrtstandortes Hamburg-Finkenwerder übertragen, verantwortlich u. a. für Produktion und Endmontage des Airbus A318 und A321 mit seinerzeit 8.000 Beschäftigten. Von 1999 bis 2001 übernahm er die Programmleitung für den deutschen Bauumfang des Airbus A380.
Von 2001 bis 2002 war er als Senior Vice President gesamtverantwortlicher Programmleiter für die gesamte Airbus Single-Aisle Familie A318/19/20/21.
Von Januar 2003 bis Dezember 2007 war er Vorsitzender der Geschäftsführung von Airbus Deutschland, verantwortlich für sieben deutsche Airbus-Standorte mit 22.000 Mitarbeitern.
Puttfarcken war in dieser Eigenschaft Mitglied des Plenums der Handelskammer Hamburg, stellvertretender Vorsitzender im Vorstand des Industrieverbandes Hamburg, Leiter des Luftfahrtgremiums des BDLI in Berlin (Bundesverband der deutschen Luft- und Raumfahrtindustrie), sowie des ASD in Brüssel (AeroSpace and Defence Industries Association of Europe).
2007 ging er in den Ruhestand.